# Pauxi
Pauxi је род птица из породице Cracidae, реда кокоши. Састоји се од само три врсте црних копнених птица с украсном „кацигом” на глави. То су:
| Слика | Латинско име | Име             | Распрост.                          |
| ----- | ------------ | --------------- | ---------------------------------- |
|       |              | Шлемасти курасо | источни Анди Венецуеле и Колумбије |
|       |              | Крунасти курасо | Боливија                           |
|       |              | Сирски курасо   | Серос дел Сира у централном Перуу  |

Све врсте живе у Јужној Америци. Пре је врста Pauxi unicornis сматрана истом врстом као и Pauxi pauxi. Свака од тих три врста има и две подврсте.